# Biserica Sfântul Ilie din Popești

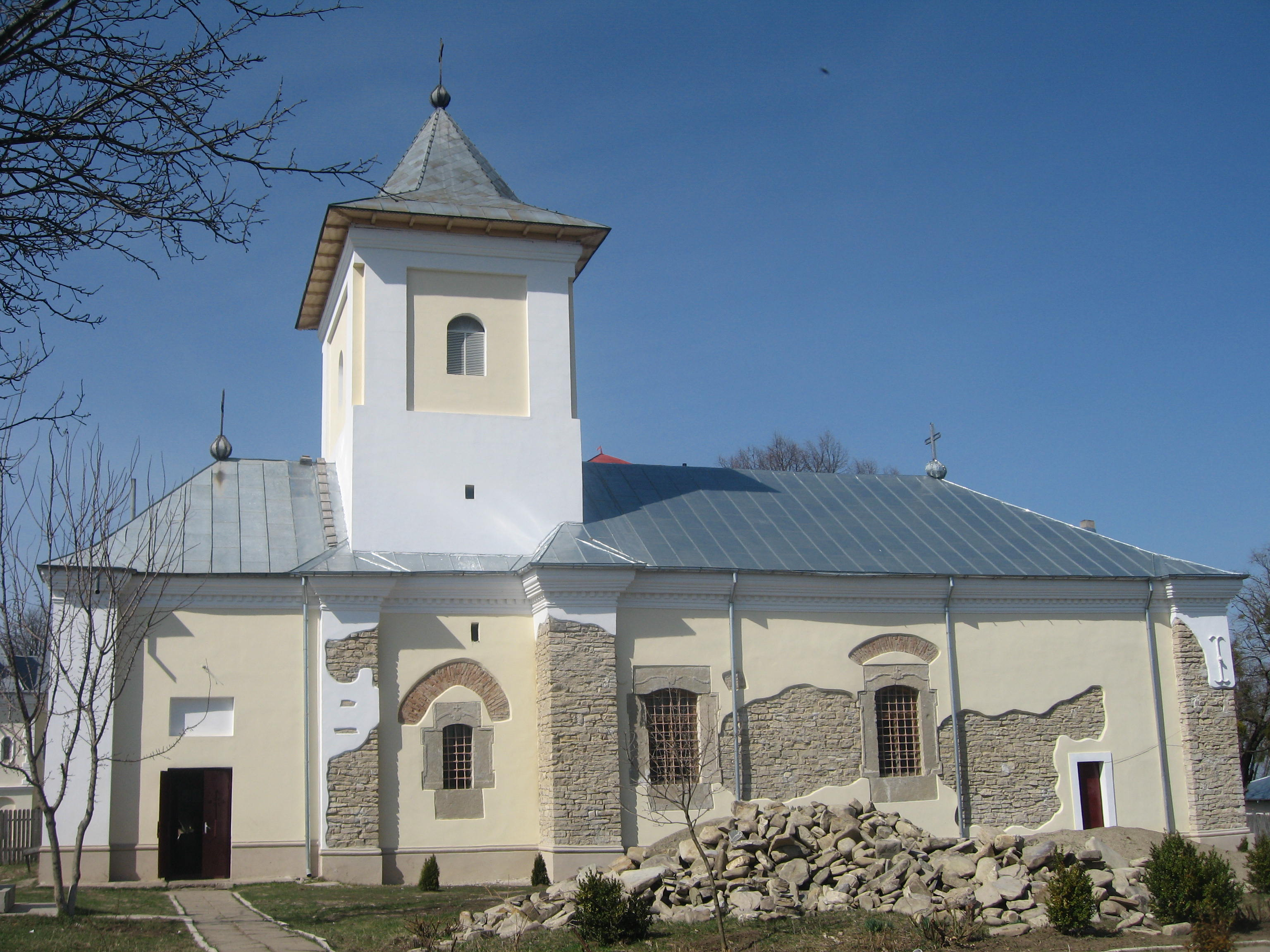
Biserica „Sf. Ilie” din Popești

Biserica „Sf. Ilie” din Popești este un lăcaș de cult ortodox ctitorit în anul 1776 de către familia boierilor Mavrocordat în satul Popești din comuna omonimă (județul Iași). Ea se află în apropierea conacului familiei Cantacuzino - Pașcanu.
Biserica „Sf. Ilie” (fostă „Sf. Varvara”) din Popești a fost inclusă pe Lista monumentelor istorice din județul Iași din anul 2015 la numărul 1473, având codul de clasificare  IS-II-m-B-04229.02. Ea face parte din ansamblul Conacului Cantacuzino - Pașcanu din Popești.

## Istoric
Prima atestare documentară a satului Popești este într-un uric din 12 august 1426 al domnitorului Alexandru cel Bun (1400-1432). El a făcut parte din Ținutul Cârligăturii. Moșia Popești a aparținut o lungă perioadă familiei Mavrocordat. În jurul anului 1776, boierii din familia Mavrocordat a construit Biserica "Sf. Varvara" din Popești, ca biserică de conac boieresc.
Aici au fost înmormântați principesa Lucia Cantacuzino-Pașcanu (19 mai 1862 - 26 martie 1930) și fiul său, principele Gheorghe Al. Mavrocordat (1887 - 20 iulie 1907).
În acest lăcaș de cult, preotul Nicolae Butescu i-a cununat în 1937 pe prințul Gheorghe M. Sturdza (n. 1912) cu norvegianca Margareta Kavaal (1915-2009) și l-a fost botezat în 1938 pe fiul acestora, prințul Dimitrie Sturdza, nași de botez fiind regina Elena și fiul acesteia, principele moștenitor Mihai, viitorul rege al României. Biserica a suferit reparații importante în perioada interbelică. În urma resfințirii, hramul bisericii a fost schimbat din „Sf. Varvara” în „Sf. Ilie”.
Începând din 1 decembrie 1984 aici slujește ca paroh preotul Vasile Matcovici (n. 1958).
Începând din anul 2007, Biserica „Sf. Ilie” din Popești a fost consolidată și restaurată, după planurile arhitectului ieșean Neculai Munteanu. La intrarea în curte, au fost amplasată o poartă din lemn sculptat, în stil maramureșean.
La 20 iulie 2009, de sărbătoarea Sfântului Ilie Tesviteanul, Calinic Botoșăneanul, episcopul vicar al Arhiepiscopiei Iașilor, a sfințit un paraclis de vară.
În biserică, în partea de nord a naosului, se află o placă funerară de marmură. Ea a fost pusă pe mormântul principesei Lucia Cantacuzino-Pașcanu (19 mai 1862 - 26 martie 1930) și a fiului său, principele Gheorghe Al. Mavrocordat, decedat la Popești în 20 iulie 1907, la vârsta de 19 ani.

## Imagini

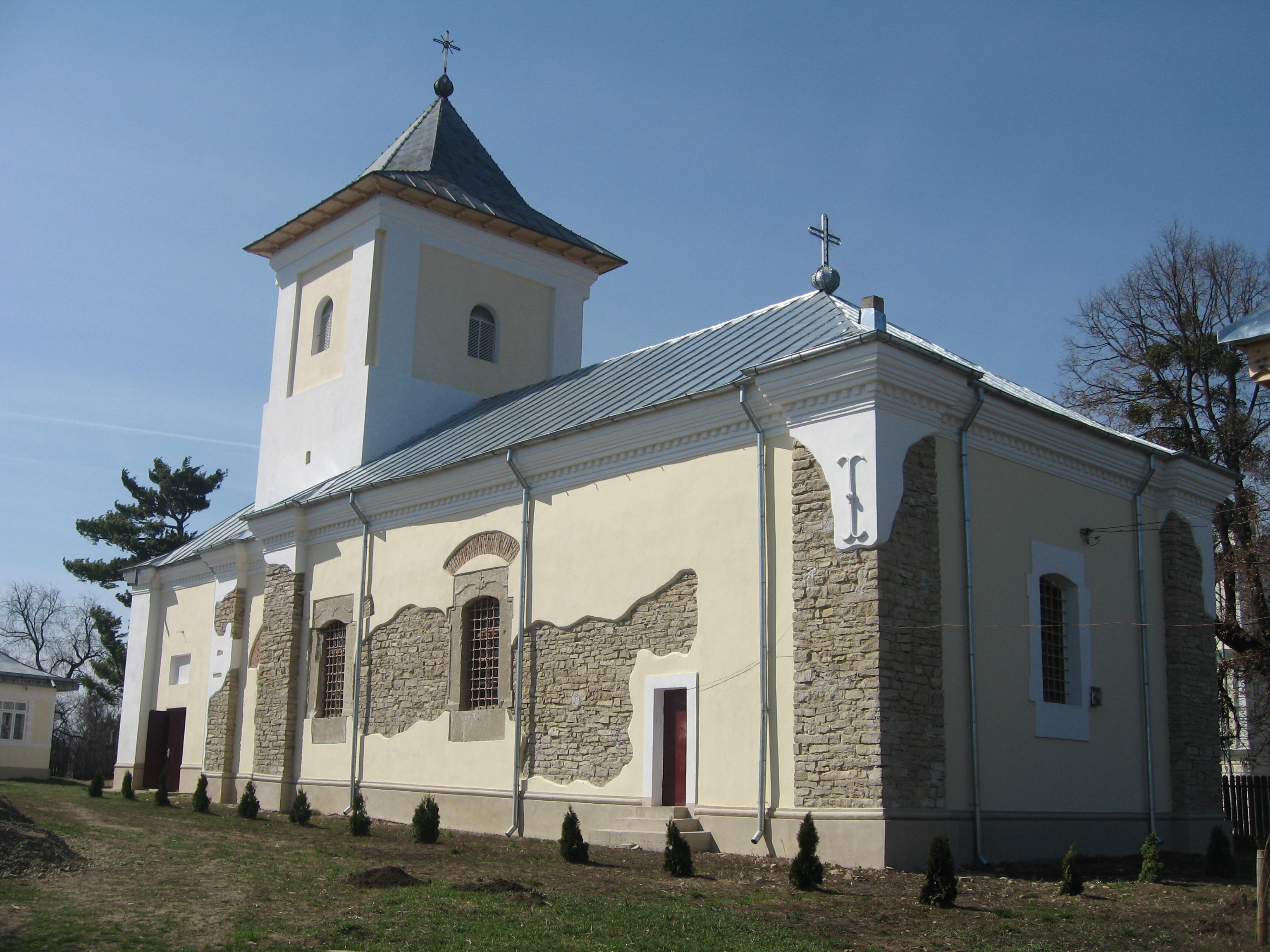
Biserica "Sf. Varvara" din Popești - vedere dinspre sud-est
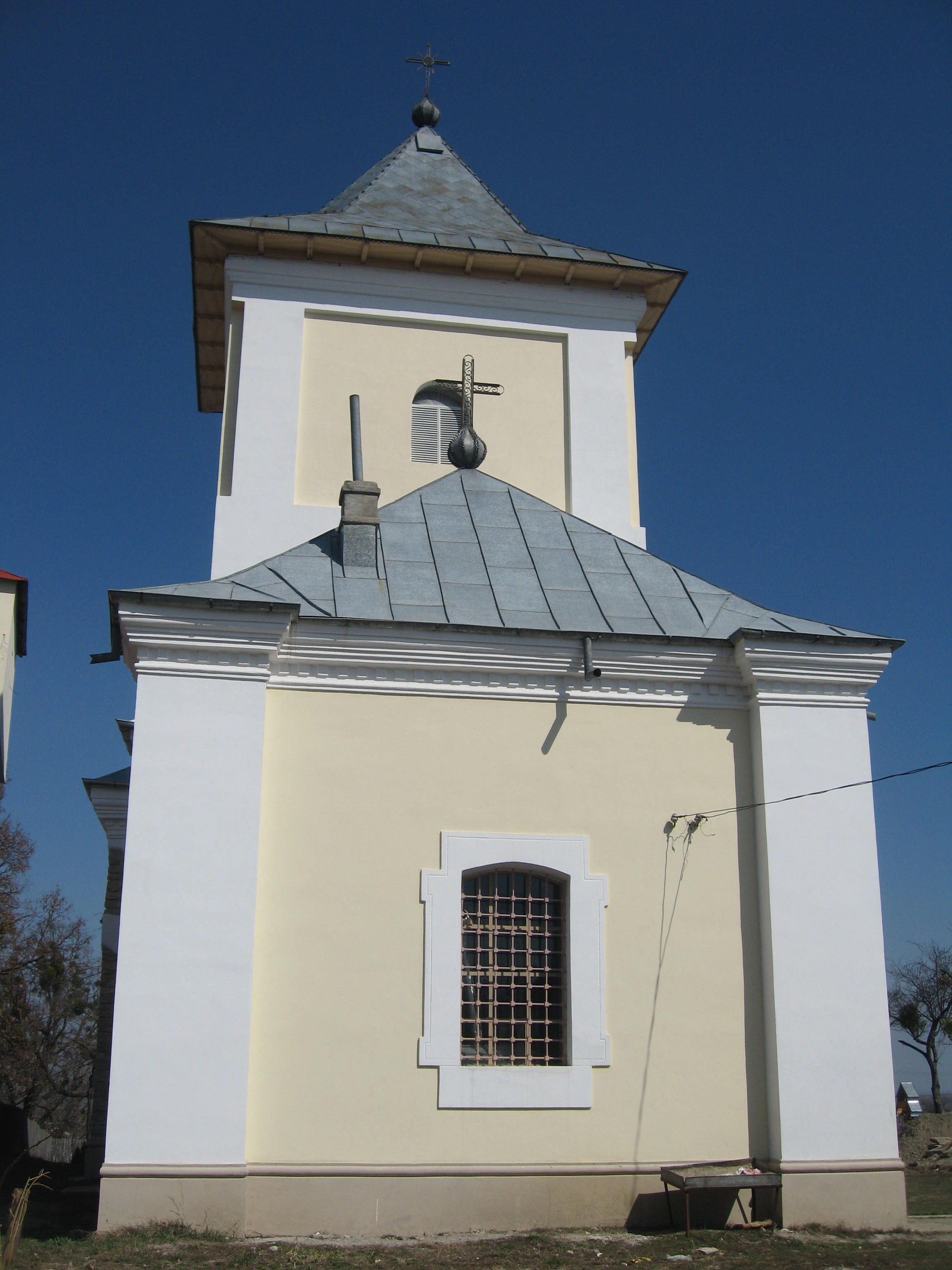
Biserica "Sf. Varvara" din Popești - latura vestică
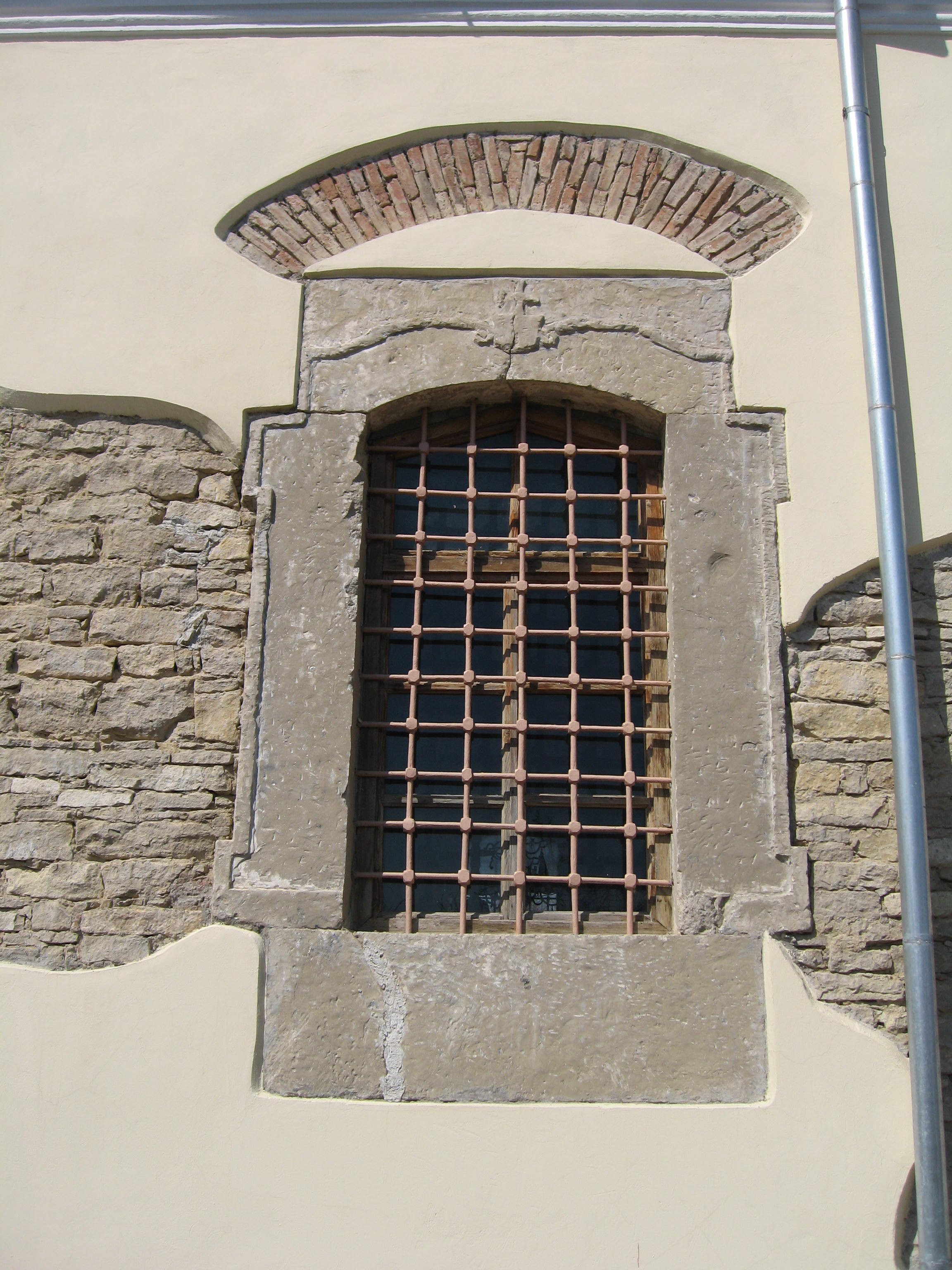
Fereastră
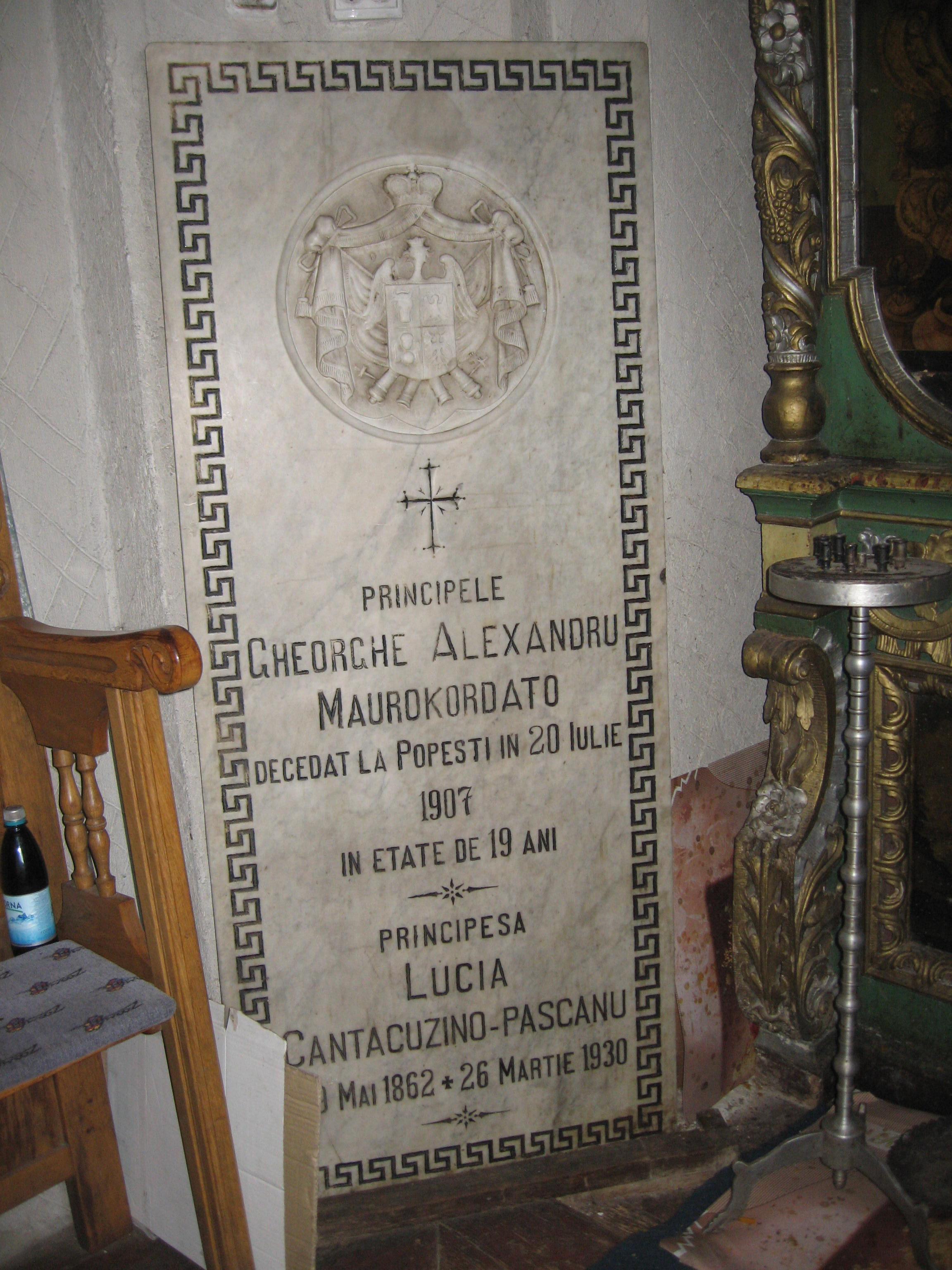
Placă funerară în biserică
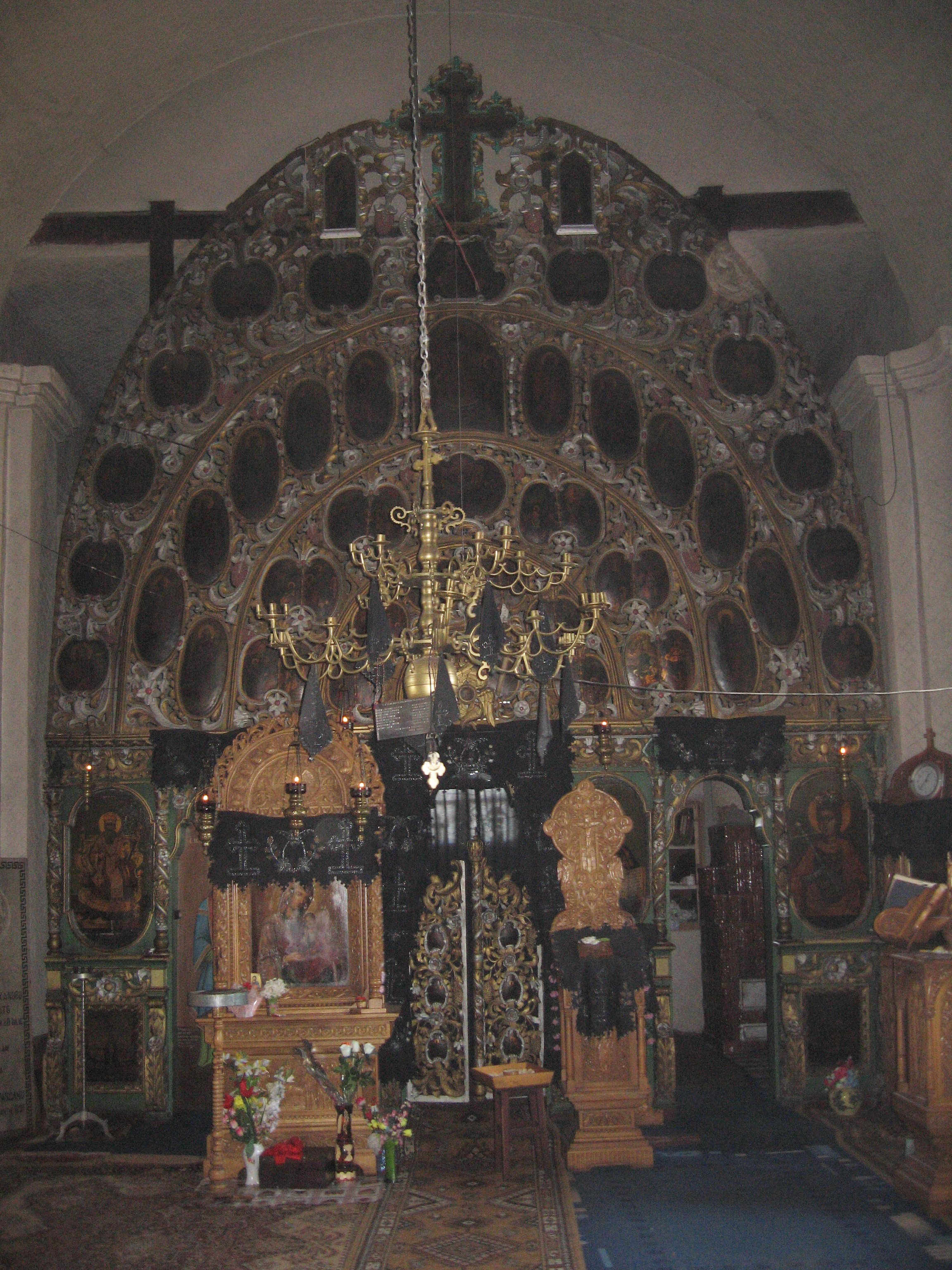
Catapeteasma